# デヴィッド・パリー
デヴィッド・パリー（David Parry, 1949年3月23日 - ）は、イギリスの指揮者。
ロンドンの生まれ。ケンブリッジ大学および王立音楽大学を卒業後、セルジュ・チェリビダッケの薫陶を受け、ドルトムント歌劇場、リーズのオペラ・ノース、グラインドボーン音楽祭などの指揮者を経て、1983年から1987年までイギリス・ツーリング・オペラの音楽監督を務めた。1989年からイングリッシュ・ナショナル・オペラの現代オペラ・スタジオの音楽監督、1992年からアルメイダ・オペラ・フェスティヴァルを創始し、その芸術監督を務める。